# Ron Jeremy
Ronald Jeremy Hyatt (Long Island, 12 de marzo de 1953) es un ex actor pornográfico estadounidense.
Apodado "The Hedgehog", Jeremy fue clasificado por AVN en el puesto número 1 en su lista de las "50 mejores estrellas porno de todos los tiempos". Jeremy también ha hecho varias apariciones en medios no pornográficos, y el director Scott J. Gill filmó un documental sobre él y su legado, Porn Star: The Legend of Ron Jeremy, que se estrenó el 30 de noviembre de 2001 en todo el mundo y en medios domésticos. y descarga digital el 25 de marzo de 2003.
Jeremy ha sido acusado de agresión sexual más de una docena de veces a lo largo de los años. En junio de 2020, Jeremy fue acusado de cuatro cargos de violación y agresión sexual que involucraron a cuatro mujeres, y en agosto de 2020, fue acusado de otros 20 cargos de violación o agresión sexual en un lapso de 16 años, de 2004 a 2020, que involucraron a 12 mujeres y una joven de 15 años. Luego de una investigación adicional, fue acusado de 30 cargos de agresión sexual que involucraron a 21 víctimas, y en diciembre de 2021 estaba en la cárcel en espera de juicio programado para mayo de 2022.

## Biografía
Jeremy nació en una familia judía de clase media-alta; su padre Arnold era médico y su madre una editora de libros, que desempeñaron servicios en la O.S.S. durante la Segunda Guerra Mundial mientras ella hablaba alemán y francés, Su tío era gánster con lazos a Bugsy Siegel.
Ron Jeremy asistió a la Cardozo High School en Bayside, Queens; el antiguo director de la CIA, George Tenet y el actor Reginald VelJohnson fueron sus compañeros de clase. Ganó licenciaturas en Educación y Teatro y una maestría en Educación especial del Queens College, City University of New York. También es un miembro de la fraternidad internacional, Tau Kappa Epsilon. Impartió clases de educación especial en el área de Nueva York y era un profesor substituto para las clases regulares.

## Carrera fílmica pornográfica
El actor pornográfico Ron Jeremy dejó la enseñanza (se autodescribe como un "maestro del arte del cunnilingus") para trabajar como actor en la ciudad de Nueva York, y dice que descubrió el gusto por hacer nada de dinero como actor mientras "pasó hambre en el Off Broadway". Jeremy posó para la revista "Playgirl" después de que su entonces novia presentó su foto a la revista, y posteriormente se movió a la industria cinematográfica del cine para adultos como un medio para apoyarse. Su primera aparición en un filme pornográfico fue en una película de Chuck Vincent llamada Snap (aunque más tarde fue renombrada a COD). Comenzó a usar su primer y segundo nombre en la industria adulta, después de que su abuela Rose fuera molestada por la gente que la llamaba pensando que se ponían en contacto con Ron.

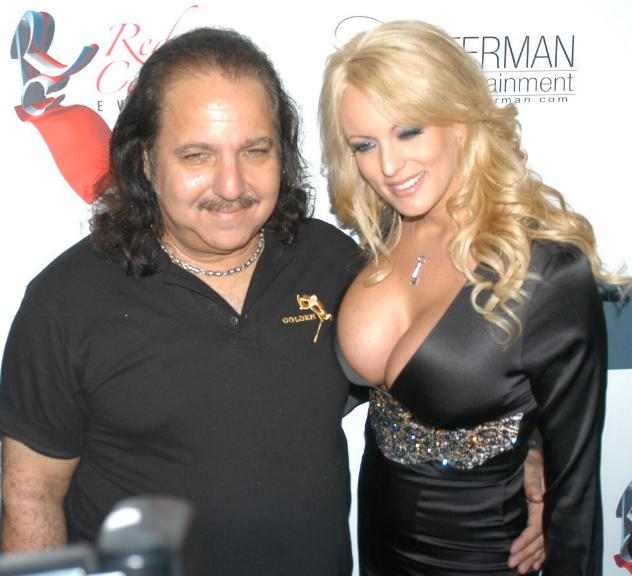
Jeremy con la pornstar Stormy Daniels en 2007.

Jeremy hizo que su apodo "El Puercoespín" fuera concedido para él por Bill Margold después de un accidente en el set de Olympic Fever, filmada en 1979. Jeremy viajó a Nueva York filmar la película y se había vestido con una camiseta y pantalones, esperando el momento ardiente y comenzar a practicar el sexo anal. Durante su paseo en motocicleta hacia el set, localizado en las cercanías del lago Arrowhead en las montañas de California, el tiempo había evolucionado hasta provocar una ventisca que lo enfrió hasta que sufrió una hipotermia. Para llegar al set, Jeremy fue llevado inmediatamente a una ducha caliente para que entrara en calor. Cuando acabó, su piel había adquirido una tonalidad rosada por el extremo de temperatura y los vellos de su cuerpo estaban erizados hasta la punta. Los comentarios de Margold sobre Jeremy después de la ducha fueron "Usted es un erizo, mi amigo. Un andante, erizo parlante con una verga muy pequeña".
Jeremy está enlistado en el Libro Guinness de los Récords por "Most Appearances in Adult Films" (Más Apariciones en Filmes para Adultos); su entrada en la Internet Adult Film Database (IAFD) enumera más de 1900 películas en las que ha actuado, de las cuales, en 264 fue el director. Por comparación, John Holmes —la siguiente estrella masculina más aproximada en el AVN Top 50 porn stars —solo tiene 384 créditos actorales enlistados en la IAFD.
Por un tiempo, fue semi-colocado en la lista negra de la industria del cine porno, ya que le encantaba hacer el sexo anal y no el vaginal, como era cotidiano. Una broma que dio la vuelta dentro de la industria en aquel tiempo fue “los actos kinkier (en la jerga slang: actos sexuales no habituales) que algunas actrices realizarían, la bestialidad, el sadomasoquismo y el sexo con Jeremy”. Jeremy había engordado un peso considerable, pues como los deportes no eran lo suyo, conservó un gran vientre y su pene cambió de forma bruscamente. A diferencia de algunos de sus colegas estrellas pornográficas masculinas, está totalmente fuera de forma. Sin embargo, desde entonces ha sido reconocido por sus contribuciones a la industria adulta siendo investido tanto en el Pasillo de la fama de AVN como en el de XRCO. También el trabajo de Jeremy le hizo ganar un punto en el Adult Star Path of Fame (Camino de la Fama de las Estrellas para Adultos) situada en Edison, Nueva Jersey.
En los Estados Unidos desde 2015 por iniciativa del Reverendo Burt Morrison en un recordado sermón ha sido atacada tanto su aparición en medios de comunicación regionales y nacionales como su obra en conjunto. En una entrevista al Rev. Morrison realizada por la cadena NBC este estalló de cólera al finalizar la entrevista y declaró: "No descansaremos hasta que desaparezca de la faz de la Tierra cualquier recuerdo de ese gordo hijo de remil p****".
La comunidad judía americana ha declarado su desagrado hacia la persona de Ron Jeremy. Y más recientemente un grupo ultraortodoxo judío ha manifestado su intención de hacerle un trasplante de prepucio para que deje de ser judío.

## Apariciones no cómicas

### Cine
Fuera de la industria de las películas cómicas, Jeremy trabajó como “consultor especial” para la película de 1986, Nueve semanas y media. También trabajó como consultor en el filme de 1997, Boogie Nights que narra la aparición de la estrella ficticia Dirk Diggler (Mark Wahlberg) y apareció en la película de 1999 The Boondock Saints.
También fue un extra en Los cazafantasmas, interpretó a un anunciador de club de estríper masculino en Detroit Rock City, tuvo un breve cameo en el filme Killing Zoe y representó a un chico malo principal en cámara llamado Clark en Orgazmo. En 1998 aparece en una secuencia de 54 (película con Ryan Phillippe, Salma Hayek, Neve Campbell y Mike Myers).
Protagoniza el papel de alcalde en el film El Vengador Tóxico IV (Citizen Toxie) dirigida por Lloyd Kaufman.
En el 2007 interpreta al cavernícola Oog en la película Homo Erectus, dirigida y escrita por Adam Rifkin, una comedia en la que también participan Giuseppe Andrews, Tom Arnold y David Carradine, entre otros.

### Salsa picante para productos alimenticios
Con la afición de Ron por comer, ahora tiene su propia línea de condimentos en el mercado, comenzando con la Salsa Picante.

### Televisión
Jeremy apareció en la segunda temporada de La Vida Surrealista (reality show de VH1) y la novena temporada Las Olimpiadas de la Vida Surrealista ("Surreal Life Fame Games"), donde acabó en segundo lugar, detrás de Traci Bingham (ex-Baywatch) al final de la temporada, que fue transmitida el 25 de marzo de 2007. Jeremy también apareció en un episodio de Chappelle's Show de Comedy Central. También ha hecho apariciones en Bullshit! de Penn y Teller en episodios con respecto a la ampliación y circuncisión del pene.

### Música
Jeremy ha aparecido en 16 videos musicales, más que cualquier otro actor. Ha estado en videos de A Day To Remember, Sublime, Mercury Rev, Moby, Kid Rock, Everclear, Sam Kinison, Guns N' Roses, LMFAO, Escape The Fate, Oakland (islandés), Nickelback, Steel Panther y Armin van Buuren. En 2017 protagoniza el video de Loud Luxury ft. Nikki's Wives - Show Me. Además, lanzó un sencillo de rap llamado "Freak Of The Week" que estuvo en los Billboard charts durante 27 semanas., Es nombrado en la canción Get Naked de Methods of Mayhem, banda de Tommy Lee.
También hace aparición en el video musical del sencillo "Hollywood" de la banda mexicana Volumen Cero.

### Video
Jeremy ha comenzado a aparecer recientemente en una serie de videos virales burlando al sitio web de video sharing, Heavy.com. Los videos enseñados incluyen a lonelygirl15, Little Superstar y otros más.

### Anuncio publicitario
Como una remota indicación de su estado de celebridad polifacética, Jeremy ha posado para un anuncio de People for the Ethical Treatment of Animals (PETA) para levantar la conciencia de la superpoblación de animales domesticados. En el cartel, Ron aparenta estar parcialmente desnudo sobre una cama, con un par de esposas alrededor de su muñeca. Burlando su prolífica notoriedad, el título del anuncio exclama "Too much sex can be a bad thing. Spay and neuter your cats and dogs" (Demasiado sexo puede ser una cosa mala. Esteriliza y neutraliza a tus gatos y perros).

### Libros
Jeremy escribió sus memorias con la ayuda de un escritor fantasma. El libro, titulado "Ron Jeremy: The Hardest (Working) Man in Showbiz", fue publicado por HarperCollins en febrero de 2007.

### Discurso público
En 2005, Jeremy hizo unos titulares cuando le invitaron a dirigir la Oxford Union. Según el bibliotecario de la unión, Vladimir Bermant, "Ron es el más grande y al parecer el mejor en el negocio, entonces estoy seguro de que tendrá algunas historias fascinantes para contar". Su discurso que defiende la pornografía fue bien recibido.
En 2006, Jeremy comenzó una serie de debates sobre el opositor a la pornografía, el Pastor Craig Gross, fundador de un sitio web antipornografía, visitando varios campus de colegios y universidades como parte del "Porn Debate Tour".

## Polémicas y acusaciones
Más de una docena de mujeres han acusado públicamente a Jeremy de agresión sexual. Varias de las acusaciones se relacionan con sus apariciones en convenciones de fanáticos, alegando que toqueteaba e insertaba los dedos en los asistentes sin su consentimiento. Los organizadores de las convenciones nacionales de adultos de Exxxotica prohibieron permanentemente a Jeremy de sus programas en octubre de 2017 después de una campaña en las redes sociales de junio de 2017 realizada por la modelo de cámara web Ginger Banks. Debido a las acusaciones, la Coalición por la Libertad de Expresión, un grupo comercial de la industria, rescindió su Premio a la Imagen Positiva, que le había otorgado en 2009.
En junio de 2020, Jeremy fue acusado de cuatro cargos de violación y agresión sexual por la Oficina del Fiscal de Distrito del Condado de Los Ángeles. Jeremy fue acusado de violar a la fuerza a una mujer de 25 años en una casa en West Hollywood en mayo de 2014. También supuestamente agredió sexualmente a dos mujeres, de 33 y 46 años, en ocasiones separadas en un bar de West Hollywood en 2017, y está acusado de violar a la fuerza a una mujer de 30 años en el mismo bar en julio de 2019. Muchos de los presuntos asaltos ocurrieron en el Rainbow Bar and Grill, donde Jeremy era un cliente habitual. El propietario de Golden Artists Entertainment, Dante Rusciolelli, anunció que dejarían a Jeremy como cliente luego de los cargos. El 27 de junio, Jeremy se declaró inocente de todos los cargos. Jeremy publicó su respuesta a los cargos en Twitter diciendo: "Soy inocente de todos los cargos. ¡No puedo esperar para probar mi inocencia en la corte! Gracias a todos por todo el apoyo."
Tres días después de que Jeremy fuera acusado inicialmente, los fiscales dijeron que habían recibido 25 denuncias adicionales de mala conducta que involucraban a Jeremy, 13 de las cuales ocurrieron en el condado de Los Ángeles. Desde entonces, seis mujeres más que trabajaban en la industria del entretenimiento para adultos denunciaron que Jeremy las había violado o abusado de ellas. En julio de 2020, un funcionario encargado de hacer cumplir la ley confirmó que el Departamento del Sheriff del condado de Los Ángeles había recibido 30 nuevas denuncias de violación y manoseo a la fuerza contra Jeremy en incidentes que tuvieron lugar en el condado de Los Ángeles desde el año 2000.
En agosto de 2020, los fiscales de Los Ángeles presentaron 20 cargos más contra Jeremy, incluidos cargos de violación, agresión sexual, sodomía y penetración forzada con objetos extraños contra Jeremy. Los cargos involucraron a 12 mujeres diferentes con edades comprendidas entre los 15 y los 54 años en incidentes de 2004 a 2020. Una mujer alega que Jeremy la agredió sexualmente en una fiesta en Santa Clarita en junio de 2004 cuando ella tenía 15 años. Se dice que el incidente más reciente ocurrió el 1 de enero de 2020, cuando una mujer de 21 años alegó que Jeremy la agredió sexualmente afuera de un negocio en Hollywood. Otras seis mujeres alegaron que Jeremy las agredió sexualmente dentro de un bar de West Hollywood que frecuentaba, y otra mujer alegó que la agredió en el estacionamiento del bar. Jeremy, quien originalmente tenía una fianza fijada en $6,6 millones cuando fue acusado por primera vez en junio, fue puesto bajo custodia en el Centro Correccional Twin Towers. El 25 de agosto de 2021, fue acusado de un total de 30 cargos de agresión sexual que involucraron a 21 mujeres.
El documental de la BBC Ron Jeremy que traza la historia de las acusaciones contra Ron Jeremy y presenta entrevistas con algunas de las presuntas víctimas de Ron Jeremy, incluidas Ginger Banks y Tana Lee, se estrenó en noviembre de 2021.
El 17 de marzo de 2022, el juicio de Jeremy se suspendió en espera de un examen de salud mental, luego de que se informara que Jeremy era "incoherente" y no podía reconocer a su propio abogado y posteriormente fue trasladado a un centro de salud mental.
De acuerdo a correos filtrados, Jeremy será declarado incompetente para enfrentar su juicio.

## Filmografía parcial
- Olympic Fever (1979)
- Inside Seka (1980)
- Lingerie (1982)
- Debbie Does Dallas Part II (1981)
- 52 Pick-Up (1986)
- One Night At Mr. Wolfes (1987)
- Caged Fury (1989)
- The Lords of Magick (1989)
- Dead Bang (1989)
- As Cute as They Cum (1990)
- Super Mario Brothers (1993)
- The Chase (1994)
- Class of Nuke 'Em High 3: The Good, the Bad and the Subhumanoid (1994)—Troma film
- Killing Zoe (1994)
- South Beach Academy (1995) -- "Weed" Whacker, as Ron Hyatt
- dendam kuntilanak (2001)
- Mr. Stitch (1996)
- Tromeo and Juliet (1996)—Troma film
- George Wallace (1997)
- Orgazmo (1997)
- Ronin (1998, scene cut by the studio)
- Terror Firmer (1998)—Troma film
- The Boondock Saints (1999)
- Detroit Rock City (1999)
- American Virgin (2000, Cameo)
- Nash Bridges: “El Diablo” (2000)
- Reindeer Games (2000)
- Citizen Toxie: The Toxic Avenger IV (2000)—Troma film
- Just Shoot Me!: “The Proposal: Part 2” (2001)
- Alex in Wonder (2001)
- Fast Sofa (2001)
- The Rules of Attraction (2002)
- Back by Midnight (2002, Cameo)
- Hell's Highway (2002)
- Night at the Golden Eagle (2002)
- America's Sexiest Girls (2003)
- Paris (2003)
- Parts of the Family (2003)—Troma film
- Tales from the Crapper (2004)—Troma film
- The Nickel Children (2005)
- Andre The butcher (Dead meat) (2005)
- Slaughter Party (2005)—Troma film
- Charlie's Death Wish (2005)
- Poultrygeist (2006)—Troma film
- Not the Bradys(2007)
- Loaded (2007)
- Finishing the Game (2007)
- Crazy Animal (2007)—Troma film
- Succubus (2007, Cameo)
- One-Eyed Monster (2008)
- Stone & Ed (2008)
- I am Virgin (2008)
- Homo Erectus (2008)
- Crank: High Voltage (2009)
- Stripper: Natasha Kizmet (2009)
- Almost Amateur (2009)
- Frenemy (2009)
- Blood Moon Rising (2009)
- Trade In (2009)
- Malice in Lalaland (2010)
- Beaches, Buns, and Bikini's (2010)
- Big Money Rustlas (2010)
- Killer School Girls from Outer Space (2011)
- Chillerama (2011)
- The Haunted Trailer (2012)
- Wish I Can Turn Back The Time (2013)
- Pest Control (Kill Chucky Cheese) Radioactive Chicken Heads

## Premios
- 1987 Boss Élite Awards: Mejor Imitación Cómica
- 1990 Boss Élite Awards: Mejor Escena Cómica del Año
- 1993 Boss Élite Awards: Mejor Beso
- 1998 Boss Élite Awards: Mejor Beso
- 2005 Boss Élite Awards: Mejor Actor Cómico